# Vemdalen
Vemdalen är en tätort i Vemdalens distrikt i Härjedalens kommun och kyrkbyn i Vemdalens socken som ligger mellan byn Hede samt byn Vemhån och Klövsjö.

## Befolkningsutveckling
| Befolkningsutvecklingen i Vemdalen 1960–2020 | Befolkningsutvecklingen i Vemdalen 1960–2020 | Befolkningsutvecklingen i Vemdalen 1960–2020 | Befolkningsutvecklingen i Vemdalen 1960–2020 | Befolkningsutvecklingen i Vemdalen 1960–2020 |
| -------------------------------------------- | -------------------------------------------- | -------------------------------------------- | -------------------------------------------- | -------------------------------------------- |
|                                              |                                              |                                              |                                              |                                              |
| År                                           |                                              |                                              | Folkmängd                                    | Areal (ha)                                   |
| 1960                                         | 1960                                         |                                              | 400                                          |                                              |
| 1965                                         | 1965                                         |                                              | 388                                          |                                              |
| 1970                                         | 1970                                         |                                              | 405                                          |                                              |
| 1975                                         | 1975                                         |                                              | 485                                          |                                              |
| 1980                                         | 1980                                         |                                              | 580                                          |                                              |
| 1990                                         | 1990                                         |                                              | 507                                          | 297                                          |
| 1995                                         | 1995                                         |                                              | 535                                          | 307                                          |
| 2000                                         | 2000                                         |                                              | 566                                          | 308                                          |
| 2005                                         | 2005                                         |                                              | 547                                          | 310                                          |
| 2010                                         | 2010                                         |                                              | 542                                          | 319                                          |
| 2015                                         | 2015                                         |                                              | 549                                          | 356                                          |
| 2020                                         | 2020                                         |                                              | 622                                          | 401                                          |
|                                              |                                              |                                              |                                              |                                              |

## Samhället
I orten finns Vemdalens kyrka, en skola, en förskola och en bensinmack. Det finns också två livsmedelsbutiker, fiskebutik, bageri, café, restaurang, bibliotek och spelaffär. 
Det finns tre skidområden i närheten av tätorten: Vemdalsskalet, Klövsjö-Storhogna och Björnrike. De marknadsförs som en gemensam skiddestination. Tågresenärer reser till Röjan varifrån det finns busstransfer.

## Skönlitteratur
- Klockan in insjön. I: Ivar Lo-Johansson: Furstarna. Albert Bonniers, Stockholm, 1974. ISBN 91-0-039099-2